# Saône (plaats)
Saône is een gemeente in het Franse departement Doubs (regio Bourgogne-Franche-Comté). De plaats maakt deel uit van het arrondissement Besançon. Saône telde op 1 januari 2022 3.142 inwoners.

## Geografie
De oppervlakte van Saône bedraagt 20,55 vierkante kilometer: de bevolkingsdichtheid is 157 inwoners per km² (per 1 januari 2019).
De onderstaande kaart toont de ligging van Saône met de belangrijkste infrastructuur en aangrenzende gemeenten.

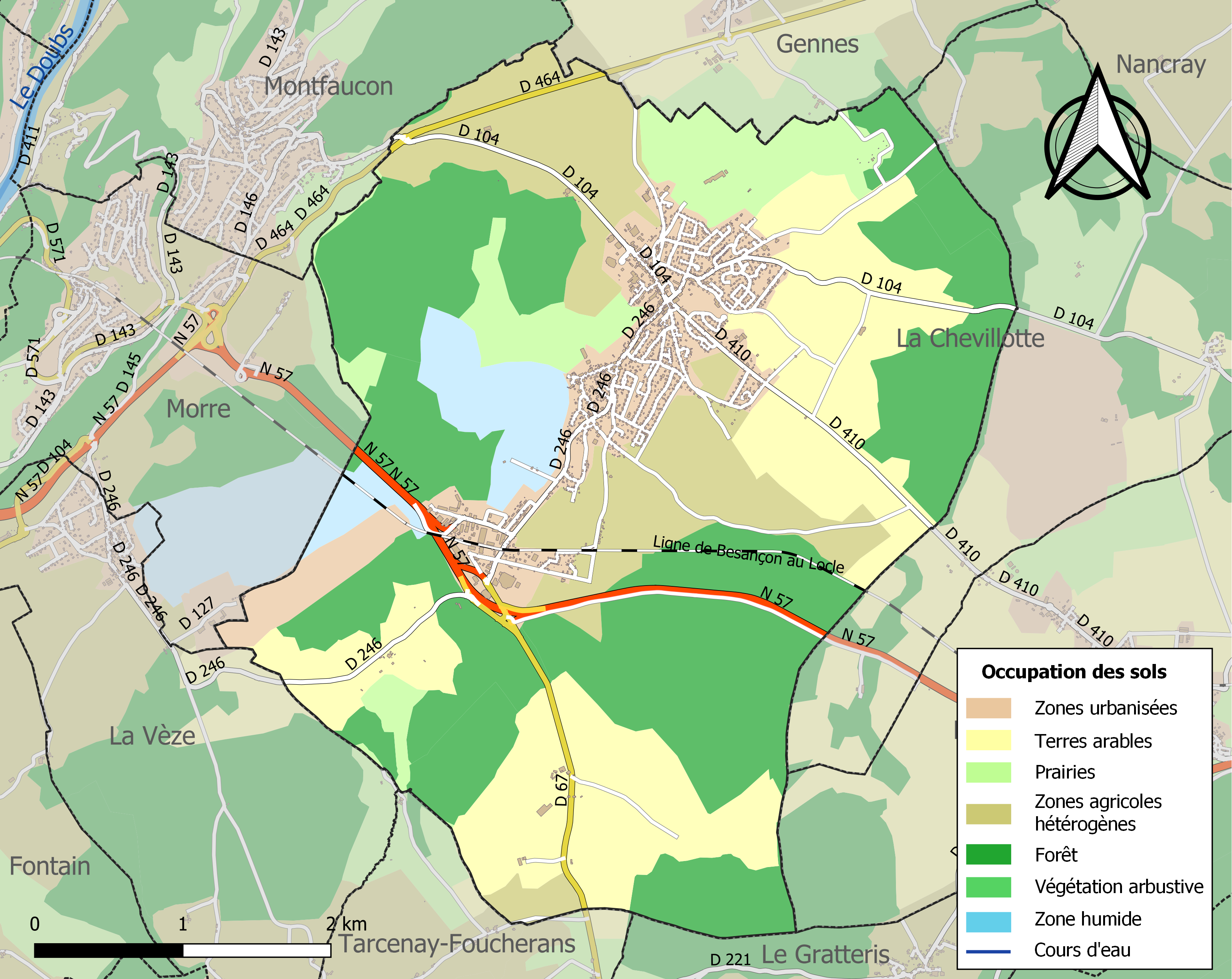

## Verkeer en vervoer
In de gemeente ligt spoorwegstation Saône.

## Demografie
Onderstaande figuur toont het verloop van het inwonertal (bron: INSEE-tellingen).